# TVO
TV Ônibus, mais conhecida pela abreviatura TVO, é uma emissora de TV brasileira pertencente ao Grupo Bandeirantes de Comunicação, que é exibida diariamente para quase 400 mil pessoas que viajam nos ônibus da EMTU na Grande São Paulo. Foi fundada em 2007 e adquirida pela Band Outernet em 2009, e esta presente em cerca de 500 ônibus de São Paulo.